# Atrichopleura tephrodes
Atrichopleura tephrodes är en tvåvingeart som beskrevs av Philippi 1865. Atrichopleura tephrodes ingår i släktet Atrichopleura och familjen dansflugor. Inga underarter finns listade i Catalogue of Life.